# Enna (torrente)
L'Enna (in bergamasco Èna) è un torrente della Lombardia.
Nasce da una piccola grotta situata nella parte inferiore della Costa del Palio, nei pressi di Morterone in Provincia di Lecco, dove subito riceve da sinistra il suo primo affluente, il Remola e con esso, proprio all'altezza della sorgente, forma il pozzo chiamato Fumo Latteo (in dialetto locale Füm Lacc), una splendida marmitta dei giganti. Entra in Provincia di Bergamo all'altezza del suo primo affluente sinistro, il Bordesigli, e percorre tutta la Val Taleggio, dividendo letteralmente la valle in due. Esiste infatti un unico ponte carrozzabile che unisce i due versanti della Val Taleggio, il Ponte della Lavina, che collega il comune di Vedeseta con Peghera, frazione di Taleggio.
Superato il comune di Taleggio, l'Enna percorre una spettacolare forra lunga circa 3 chilometri, chiamata l'Orrido della Val Taleggio per poi confluire da destra nel fiume Brembo a San Giovanni Bianco (BG).